# Министр иностранных дел Болгарии
Министр иностранных дел Болгарии (болг. Министър на външните работи Българии) — министерский пост в правительстве Болгарии, отвечающий за иностранные дела, глава министерства иностранных дел Болгарии (болг. Министерство на външните работи). Пост был учреждён после освобождения Болгарии, и первый министр вступил в должность 17 июля 1879 года. До 1947 года министерство было известно как министерство иностранных дел и исповеданий.

## Министры иностранных дел и исповеданий Болгарии с 1879 по 1947
- Марко Балабанов (17 июля — 6 декабря 1879);
- Григор Начович (6 декабря 1879 — 7 апреля 1880);
- Драган Цанков (7 апреля — 10 декабря 1880);
- Никола Стойчев (10 декабря 1880 — 13 июля 1881);
- Константин Стоилов (13 июля — 11 августа 1881);
- Георгий Вылкович (11 августа 1881 — 26 января 1883);
- Константин Стоилов (26 января — 15 марта 1883);
- Киряк Цанков (15 марта — 19 сентября 1883);
- Марко Балабанов (19 сентября 1883 — 11 июля 1884);
- Илья Цанев (11 июля 1884 — 21 августа 1886);
- Христо Стоянов (21 — 24 августа 1886);
- Константин Стоилов (24 — 28 августа 1886);
- Григор Начович (28 августа 1886 — 1 сентября 1887);
- Георгий Странский (1 сентября 1887 — 16 июня 1890);
- Стефан Стамболов (16 июня — 14 ноября 1890);
- Димитр Греков (14 ноября 1890 — 31 мая 1894);
- Григор Начович (31 мая 1894 — 22 февраля 1896);
- Константин Стоилов (22 февраля 1896 — 30 января 1899);
- Димитр Греков (30 января — 13 октября 1899);
- Тодор Иванчов (13 октября 1899 — 10 декабря 1900);
- Димитр Тончев (10 декабря 1900 — 21 января 1901);
- Рачо Петров (21 января — 4 марта 1901);
- Стоян Данев (4 марта 1901 — 18 мая 1903);
- Рачо Петров (18 мая 1903 — 4 ноября 1906);
- Димитр Станчов (4 ноября 1906 — 29 января 1908);
- Стефан Паприков (29 января 1908 — 18 сентября 1910);
- Александр Малинов (18 сентября 1910 — 29 марта 1911);
- Иван Гешов (29 марта 1911 — 14 июня 1913);
- Стоян Данев (14 июня — 17 июля 1913);
- Никола Генадиев (17 июля — 30 декабря 1913);
- Васил Радославов (30 декабря 1913 — 21 июня 1918);
- Александр Малинов (21 июня — 17 октября 1918);
- Теодор Теодоров (17 октября 1918 — 6 октября 1919);
- Михаил Маджаров (6 октября 1919 — 16 апреля 1920);
- Александр Стамболийский (16 апреля 1920 — 9 июня 1923);
- Александр Цанков (9 — 10 июня 1923);
- Христо Калфов (10 июня 1923 — 4 января 1926);
- Атанас Буров (4 января 1926 — 29 июня 1931);
- Александр Малинов (29 июня — 29 октября 1931);
- Никола Мушанов (29 октября 1931 — 19 мая 1934);
- Кимон Георгиев (19 — 23 мая 1934);
- Константин Батолов (23 мая 1934 — 21 апреля 1935);
- Георгий Кёсеиванов (21 апреля 1935 — 15 февраля 1940);
- Иван Попов (15 февраля 1940 — 11 апреля 1942);
- Богдан Филов (11 апреля 1942 — 14 сентября 1943);
- Сава Киров (14 сентября — 14 октября 1943);
- Димитр Шишманов (14 октября 1943 — 1 июня 1944);
- Иван Багрянов (1 — 12 июня 1944);
- Пырван Драганов (12 июня — 2 сентября 1944);
- Константин Муравиев (2 — 9 сентября 1944);
- Петко Стайнов (9 сентября 1944 — 31 марта 1946);
- Георгий Кулишев (31 марта — 22 сентября 1946);
- Кимон Георгиев (22 сентября 1946 — 11 декабря 1947).

## Министры иностранных дел Болгарии с 1947 по настоящее время
- Васил Коларов (11 декабря 1947 — 6 августа 1949);
- Владимир Поптомов (6 августа 1949 — 27 мая 1950);
- Минчо Нейчев (27 мая 1950 — 11 августа 1956);
- Карло Луканов (11 августа 1956 — 27 ноября 1962);
- Иван Башев (27 ноября 1962 — 13 декабря 1971);
- Пётр Младенов (13 декабря 1971 — 17 ноября 1989);
- Бойко Димитров (17 ноября 1989 — 22 сентября 1990);
- Любен Гоцев (22 сентября — 20 декабря 1990);
- Виктор Волков (20 декабря 1990 — 8 ноября 1991);
- Стоян Ганев (8 ноября 1991 — 30 декабря 1992);
- Любен Беров (30 декабря 1992 — 23 июня 1993);
- Станислав Даскалов (23 июня 1993 — 17 октября 1994);
- Иван Станчов (17 октября 1994 — 26 января 1995);
- Георгий Пиринский (26 января 1995 — 13 ноября 1996);
- Ирина Бокова (13 ноября 1996 — 12 февраля 1997);
- Стоян Сталев (12 февраля — 21 мая 1997);
- Надежда Михайлова (21 мая 1997 — 24 июля 2001);
- Соломон Паси (24 июля 2001 — 17 августа 2005);
- Ивайло Калфин (17 августа 2005 — 27 июля 2009);
- Румяна Желева (27 июля 2009 — 27 января 2010);
- Николай Младенов (27 января 2010 — 13 марта 2013);
- Марин Райков (13 марта — 29 мая 2013);
- Кристиан Вигенин (29 мая 2013 — 6 августа 2014);
- Даниэль Митов (6 августа 2014 — 27 января 2017);
- Ради Найденов (27 января — 4 мая 2017);
- Екатерина Захариева (4 мая 2017 — 12 мая 2021);
- Светлан Стоев (12 мая — 16 сентября 2021);
- Теодора Генчовска (13 декабря 2021 — 1 августа 2022);
- Николай Милков (1 августа 2022 — 3 мая 2023);
- Иван Кондов (3 мая — 6 июня 2023);
- Мария Габриэль (6 июня 2023 — 9 апреля 2024);
- Стефан Димитров[англ.] (9 — 24 апреля 2024);
- Димитр Главчев (с 24 апреля 2024).